# Premis Turia
Els Premis Turia, o Premis Cartelera Turia, són uns reconeixements atorgats per la veterana publicació valenciana Cartelera Turia per a recompensar els èxits cinematogràfics, televisius i d'altres diversos. Cal no confondre'ls amb els Premis Jaume I del Camp de Túria, concedits pel Casal Jaume I de la comarca valenciana de Camp de Túria.
Els premis van ser creats per la publicació valenciana Cartelera Turia, i aquests honoren els èxits del món de la cultura i l'espectacle. Es lliuren des del 1992. Aquests premis convoquen cada any personalitats destacades del món de la cultura i de la política.

## Edicions dels premis
- I edició: València (1 de juliol de 1992)[2]
- II edició: València (1 de juliol de 1993)[3]
- III edició: València (1 de juliol de 1994)[4]
- IV edició: València (1 de juliol de 1995)[5]
- V edició: València (1 de juliol de 1996)[6]
- VI edició: València (1 de juliol de 1997)[7]
- VII edició: València (11 de juliol de 1998)[8]
- VIII edició: València (1 de juliol de 1999)[9]
- IX edició: València (1 de juliol de 2000)[10]
- X edició: València (7 de juliol de 2001)[11]
- XI edició: València (6 de juliol de 2002)[12]
- XII edició: València (5 de juliol de 2003)[13]
- XIII edició: Burjassot (3 de juliol de 2004)[14]
- XIV edició: Burjassot (2 de juliol de 2005)[15]
- XV edició: Burjassot (1 de juliol de 2006)[16]
- XVI edició: Burjassot (7 de juliol de 2007)[17]
- XVII edició: Burjassot (5 de juliol de 2008)[18]
- XVIII edició: Burjassot (4 de juliol de 2009)[19]
- XIX edició: Burjassot (3 de juliol de 2010)[20]
- XX edició: València (7 de juliol de 2011)[21]
- XXI edició: Burjassot (7 de juliol de 2012)
- XXII edició: Burjassot (6 de juliol de 2013)[22]
- XXIII edició: Burjassot (5 de juliol de 2014)[23]
- XXIV edició: Burjassot (4 de juliol de 2015)[24]
- XXV edició: Burjassot (2 de juliol de 2016)[25]
- XXVI edició: València (8 de juliol de 2017)[26]
- XXVII edició: València (7 de juliol de 2018)[27]
- XXVIII edició: València (6 de juliol de 2019)[28]

## Categories
- Millor Pel·lícula Espanyola
- Millor Pel·lícula Estrangera
- Millor Actriu
- Millor Actor
- Millor Actriu Revelació
- Millor Actor Revelació
- Millor Actriu Porno Europea
- Millor Opera Prima
- Premi Especial Turia
- Premi Huevo de Colón